# Lac Aloha
Le lac Aloha est un grand réservoir d'arrière-pays (backcountry (en)) peu profond situé à une altitude de 8,116 pieds dans la chaîne de la Sierra Nevada, à l'ouest du lac Tahoe dans le Comté d'El Dorado, dans l'est de la Californie.
Le réservoir est situé dans la vallée de la Désolation, dans la zone du Desolation Wilderness protégée par le gouvernement fédéral. L'approche la plus courte et la plus simple se fait à partir du lac Echo par le sentier Pacific Crest. Alternativement, il peut être atteint par le sentier Glen Alpine Springs, près de la ville de South Lake Tahoe. Il y a un gain d'altitude modéré lorsque l'on se dirige vers l'ouest. Depuis le sud, le lac Aloha peut être atteint par le Ralston Peak Trail ou à travers tout via les Horsetail Falls et la Desolation Valley. Pour atteindre la base de Price et Pyramid Peaks, dans la Crystal Range de la Sierra Nevada, on doit traverser la région du lac Aloha.
La principale sortie du lac Aloha est Pyramid Creek, qui coule vers le sud sur environ quatre miles avant de se jeter dans la rivière américaine South Fork près de Twin Bridges.
Pyramid Creek a été endiguée pour la première fois pour créer le lac Aloha en 1875, créant une source d'eau toute l'année pour le pâturage du bétail et inondant une série de lacs naturels appelés les lacs Medley. Le barrage a été plus tard élevé et plusieurs barrages auxiliaires ont été construits jusqu'en 1955.